# Carl Hartwich

Carl Hartwich (ca. 1897)

Carl Eugen Gottfried Victor Hartwich (* 26. März 1851 in Tangermünde, Provinz Sachsen; † 25. Februar 1917 in Zürich) war ein deutscher Pharmazeut und Prähistoriker.

## Leben und wissenschaftliche Arbeit
Carl Hartwich wurde als Sohn des Apothekers Carl (1819–1893) geboren, die Mutter war Marie Jaenicke (1824–1857). Er besuchte das Gymnasium in Stendal, absolvierte 1870 bis 1872 eine praktische Ausbildung in der Apotheke seines Vaters in Tangermünde. Nebenbei beschäftigte er sich mit Pflanzenkunde, sammelte Insekten, Schnecken und Muscheln sowie Gesteine. Er wurde Apothekergehilfe in Coburg und Weilburg. Sein Studium der Botanik, Chemie und Pharmazie in Berlin schloss er mit der pharmazeutischen Abschlussprüfung ab. Nach einem Militärjahr führte er dann von 1879 bis 1891 die väterliche Apotheke in Tangermünde. Währenddessen arbeitete er auf dem Gebiet der Pharmakognosie mit dem Schweizer Apotheker Friedrich August Flückiger zusammen. Im Deutschen Apothekerverein wirkte er am Deutschen Arnzeimittelbuch mit.
Hartwich war an den im Auftrage des Kultusministeriums 1889/89 ausgeführten Grabungen auf der Burg Tangermünde beteiligt. Durch seine Bauuntersuchungen förderte er Reste der Edelsteininkrustation der Burgkapelle zu Tage. Im gleichen Auftrage führte er photographische Aufnahmen altmärkischer Großsteingräber aus.
1883 hatte er geheiratet. Ein Verwandter seiner Frau, der Mitglied der Berliner Anthropologischen Gesellschaft war, lenkte Hartwichs Interesse auf die Vorgeschichte. Er wurde zu einem Prähistoriker der Altmark und stand mit Rudolf Virchow in wissenschaftlichem Gedankenaustausch. 1890 veröffentlichte er die Korrespondenz als Reisebericht „Alte Häuser in der Altmark“.
1890 ging Hartwich in die Schweiz, 1891 verkaufte er seine Apotheke. Er promovierte am 4. Juni 1892 in Bern mit einer Arbeit über Strophanthussamen, habilitierte sich am 22. Juni in Braunschweig und erhielt schon im September 1892 den Ruf als ordentlicher Professor nach Zürich an das Eidgenössische Polytechnikum. Er leitete den Lehrstuhl für Pharmakognosie, pharmazeutische Chemie und Toxologie. Seine Forschungsgebiete waren die Histologie der Drogen und die anthropologisch-ethnographische Seite der Pharmakognosie.
Dabei beschrieb er auch einige neue Arzneipflanzenarten; sein botanisches Autorenkürzel lautet „Hartwich“.
Einen großen Teil seiner vorgeschichtlichen Sammlung und seinen literarischen Nachlass schenkte Hartwichs Witwe dem Tangermünder Heimatmuseum. In Nachrufen über ihn ist zu lesen, dass ein Grundzug seines Wesens seine klare, lautere Einfachheit und Bescheidenheit gepaart mit seltener Herzensgüte und Hilfsbereitschaft war.

## Familie
Er war seit 1883 mit Margarethe Henniges (1857–1942) verheiratet. Sie hatten drei Töchter und einen Sohn.

## Ehrungen
- Goldene Flückiger-Medaille
- Dr. med. h. c. Zürich, 1914

## Schriften (Auswahl)
- Altertümer von Arneburg an der Elbe. In: Zeitschrift für Ethnologie 18 (1886), S. 309–312. (Digitalisat).
- Alte Häuser in der Altmark. In: Zeitschrift für Ethnologie 22 (1890), S. 525–527. (Digitalisat).
- Die Neuen Arzneidrogen aus dem Pflanzenreiche. Berlin: Springer 1897.
- Die menschlichen Genußmittel, ihre Herkunft, Verbreitung, Geschichte, Anwendung, Bestandteile und Wirkung. Leipzig: Tauchnitz 1911. (Digitalisat).
- Über die Bronzeschwerter und Bronzemesser des Altmärkischen Museums. In: Beiträge zur Geschichte, Landes- und Volkskunde der Altmark. Band 1, 1931 (Neudruck), S. 79–88.